# Чемпіонат Африки з легкої атлетики 2021
Чемпіонат Африки з легкої атлетики 2021 мав бути проведений 23-27 червня в Лагосі на Національному стадіоні.
Первісно чемпіонат планувався до проведення в Алжирі, про надання права якому проводити африканську легкоатлетичну першість було анонсовано 16 серпня 2019. Першість спочатку була призначена на 24-28 червня 2020, проте була перенесена на 2021 у зв'язку з пандемією коронавірусної хвороби.
2021 року чемпіонат планувався до проведення упродовж 22-26 червня, проте у травні 2021 було вирішено провести його пізніше через триваючі пандемічні ризики. Зрештою, було вирішено надати право проведення чемпіонату Лагосу. Насамкінець, через пандемічні обмеження, нігерійська сторона також відмовилась від проведення чемпіонату, і він був остаточно скасований.